# Nuoto artistico ai campionati europei di nuoto 2022 - Programma libero maschile
La competizione di singolo programma libero di nuoto artistico ai Campionati europei di nuoto 2022 si è disputata il 14 agosto 2022 presso il Foro Italico di Roma, in Italia.

## Risultati
La finale si è svolta alle ore 10:30.
| Pos     | Sincronetta           | Nazione | Punti   |
| ------- | --------------------- | ------- | ------- |
| Oro     | Giorgio Minisini      | Italia  | 88.4667 |
| Argento | Fernando Díaz del Río | Spagna  | 83.3333 |
| Bronzo  | Quentin Rakotomalala  | Francia | 78.0000 |
| 4       | Ivan Martinović       | Serbia  | 68.5333 |